# Parque provincial Urugua-í
El parque provincial del Urugua-í Doctor Luis Honorio Rolón es un área natural protegida ubicada en la provincia de Misiones en Argentina. Se halla al norte de la provincia, entre las localidades de Puerto Libertad, Comandante Andresito, San Antonio, y Bernardo de Irigoyen, contiguo al sector sudeste del parque nacional Iguazú. La mayor parte del parque aproximadamente 54 000 hectáreas se encuentran en el municipio de San Antonio, departamento General Manuel Belgrano, pero incluye también un sector del departamento Iguazú.
El parque provincial Islas Malvinas fue creado por decreto ley n.º 1539/1982 con 10 037 ha. Por decreto n.º 339/1988 se le agregaron 74 000 ha. El 5 de octubre de 1990 por la sanción de ley provincial n.º 2794 fue creado el parque provincial del Urugua-í Doctor Luis Honorio Rolón sobre la base del parque provincial Islas Malvinas. Su finalidad es proteger el ecosistema de la cuenca del arroyo Urugua-í, y contrarrestar los efectos negativos de la represa de Urugua-í, ubicada aguas abajo del curso de agua.
Tiene una extensión de  84 000 ha, y junto a los parques nacionales de Iguazú y del Iguaçu, ubicados en Argentina y en Brasil, respectivamente, conforman la mayor reserva contigua de la ecorregión de la selva Paranaense. Parte del parque es atravesado por la sierra de la Victoria, la ruta provincial 19 lo cruza en su sector norte y se encuentra paralelo a la ruta Nacional 101 con varios accesos dentro del municipio de San Antonio.
El parque provincial Urugua-í es una de las áreas importantes para la conservación de las aves de Argentina.
Con el objeto de incrementar la protección sobre la fauna silvestre evitando accidentes vinculados con el tránsito se ha construido un puente especial —llamado ecoducto—, sobre la ruta nacional 101, vinculando de este modo el parque Urugua-í y el parque provincial Horacio Foerster.

## Flora
La cobertura vegetal del parque es rica y variada. Entre las especies más significativas se encuentran palo rosa (Aspidosperma polyneuron), palmito (Euterpe edulis), laurel negro (Nectandra megapotamica), laurel amarillo (Tabebuia serratifolia), anchico (Parapiptadenia rigida), guatambú blanco (Balfourodendron riedelianum), loro blanco (Bastardiopsis densiflora), cedro (Cedrela fissilis), guayubira (Patagonula americana), tacuarembó (Chusquea ramosissima) y chachi bravo (Cyathea atrovirens), entre otras.

## Fauna
La fauna del parque incluye 77 especies de mamíferos, de las cuales algo menos de la mitad presenta algún grado de amenaza. Entre ellos se encuentran ejemplares de anta o tapir (Tapirus terrestris), dos especies de chancho de monte: el pecarí de collar (Pecari tajacu) y el pecarí labiado (Tayassu pecari), dos venados (Mazama americana) y (Mazama nana), el zorro vinagre (Speothos venaticus), la nutria gigante o lobo gargantilla (Pteronura brasiliensis), dos gatos tigres o tiricas (Leopardus wiedii) y Leopardus tigrinus), el gato onza (Leopardus pardalis), escaso yaguareté (Panthera onca) y el yurumí (Myrmecophaga tridactyla).

La gran superficie del parque, su relativo buen estado de preservación y los variados ambientes que lo componen son el hábitat de decenas de especies de aves, entre ellas algunas sobre las que existe algún grado de amenaza. Se han observado ejemplares de harpía (Harpia harpyja), macuco (Tinamus solitarius), yacutinga (Pipile jacutinga), pato serrucho (Mergus octosetaceus) cárabo brasileño (Strix hylophila), orejerito cejudo (Phylloscartes eximius), orejerito ojirrojo (Phylloscartes sylviolus), batará pecho negro (Biatas nigropectus), gallito overo (Psilorhamphus guttatus), espinero del monte (Clibanornis dendrocolaptoides), perlita de vientre cremoso (Polioptila lactea), fruterito picudo (Euphonia chalybea) y arrocero azul (Amaurospiza moesta).
Los pájaros cantores están ampliamente representados. Se ha registrado la presencia de los bailarines verde (Piprites chloris), oliváceo (Schiffornis virescens) y azul (Chiroxiphia caudata); los teuré grande (Tityra cayana) y chico (Tityra inquisitor); los anambé verdoso (Pachyramphus viridis), castaño	(Pachyramphus castaneus), común (Pachyramphus polychopterus) y grande (Pachyramphus validus), entre decenas de otras variedades.
La reserva es hábitat de multitud de insectos, entre los que se destacan vistosas mariposas. Entre ellas se han observado las conocidas vulgarmente como almendra común (Heliconius erato), porá (Morpho helenor), malaquita (Siproeta stelenes), ochenta (Diaethria candrena), terciopelo manchado(Catonephele numilia), febo (Phoebis sennae) y manifestante (Aphrissa statira).